# Philippe Teboul
Philippe Teboul, detto Garbancito (...), è un percussionista francese.
È stato il percussionista dei Mano Negra. Dopo lo scioglimento dei Mano Negra, nel 1999 collabora con il tastierista Tom Darnal e il suo progetto P18 all'album Urban Cuban.
Dal 2006 è di nuovo al fianco di Manu Chao nei Radio Bemba Sound System.
Con i Mano Negra ha cantato la loro unica canzone in arabo: Sibi H'Bibi (contenuta nell'album Puta's Fever del 1989).